# متجول على شبكة الويب العالمية
كان متجول شبكة الويب العالمية، المعروف أيضًا ببساطة باسم المتجول، برنامج زحف ويب يعتمد على لغة بيرل، وتم إطلاقه لأول مرة في يونيو 1993 بهدف قياس حجم شبكة الويب العالمية. طُور المتجول في معهد ماساتشوستس للتكنولوجيا (MIT) بواسطة ماثيو جراي، الذي أنشأ أيضًا عام 1993 أحد أوائل خوادم الويب في التاريخ، وهو www.mit.edu. لاحقًا في نفس العام، تم استخدام هذا الزاحف لإنشاء فهرس يُعرف باسم Wandex، حيث تتبع المتجول نمو شبكة الويب حتى أواخر عام 1995.
يُعتبر The Wanderer على الأرجح أول روبوت ويب، وبفضل فهرسته، كان يمتلك القدرة الكامنة ليصبح محرك بحث عام على شبكة الويب العالمية. مع ذلك، لم يصرح مبتكره ماثيو جراي بهذا الهدف. وفي مصادر أخرى، ذُكر أن الغرض من Wanderer لم يكن أن يكون محرك بحث للويب.

## روابط خارجية
- تقرير نمو الويب
- الإشارة المبكرة إلى World Wide Web Wanderer